# Bão Wutip (2013)
Bão Wuitp (tên của Cục quản lý Thiên văn, Địa vật lý và Khí quyển Philippines (PAGASA): Paolo, Việt Nam: Bão số 10) là một cơn bão rất mạnh hoạt động trên biển Đông và đổ bộ vào Trung Bộ cuối tháng 9 năm 2013. Hình thành từ một áp thấp nhiệt đới ở phía Đông Biển Đông vào ngày 25 tháng 9 năm 2013, Wutip nhanh chóng mạnh lên thành bão, rồi tiếp tục thăng cấp nhanh và trở thành cơn bão cuồng phong ngày hôm sau. Chiều 30 tháng 9, cơn bão đổ bộ vào các tỉnh Bắc Trung Bộ, tâm bão là tỉnh Quảng Bình.
Bão Wutip được đánh giá có cường độ mạnh tương đương bão Xangsane năm 2006 từng tàn phá Đà Nẵng, khiến nhiều chuyên gia cho rằng nó làm đẩy lùi sự phát triển của thành phố này lại 10 năm. Đồng thời, Wutip cũng được cho là cơn bão có đường đi rất phức tạp, mạnh nhất ở khu vực Trung Bộ kể từ chính cơn bão Xangsane, di chuyển khá nhanh, mạnh lên thần tốc từ cấp 8 lên cấp 12, giật cấp 16-17. Wutip đã làm 65 người chết, gây thiệt hại lên đến 11 nghìn tỷ đồng (tương đương 523 triệu USD). Trong khi đó, ngày 29 tháng 9, 74 ngư dân Trung Quốc bị mất tích khi bão đánh chìm 3 tàu cá của ngư dân Trung Quốc, 14 người khác được cứu sống. Ngoài ra, cơn bão cũng có những tác động đến Lào, Thái Lan và trước đó là Philippines.
Tên gọi "Wutip" (蝴蝶) do Ma Cao đề xuất, âm Hán Việt là Hồ điệp, nghĩa là bướm ngày. Dù gây thiệt hại nặng song tên bão không bị khai tử và vẫn được sử dụng lại.

## Lịch sử khí tượng
Ngày 25 tháng 9 năm 2013, Cơ quan Khí tượng Nhật Bản (JMA) theo dõi sự hình thành của một áp thấp nhiệt đới ngoài khơi bờ biển phía tây của Philippines. Trung tâm Dự báo Khí tượng Thủy văn Việt Nam cũng đã phát cảnh báo đầu tiên về áp thấp nhiệt đới. Cùng ngày, Cục quản lý Thiên văn, Địa vật lý và Khí quyển Philippines (PAGASA) đặt tên nó là Paolo, ngày hôm sau Trung tâm Cảnh báo Bão Liên hợp (JTWC) cũng ban hành "Cảnh báo về sự hình thành xoáy thuận nhiệt đới" (TCFA), sau đó cũng công nhận Paolo là áp thấp nhiệt đới, đánh số hiệu cho áp thấp nhiệt đới là 20W. Áp thấp duy trì cường độ trong ngày 26 tháng 9 và nhờ nằm trong một môi trường thuận lợi nên nó dần mạnh thêm. Đến ngày 27 tháng 9 năm 20W mạnh lên thành bão và được JMA đặt tên quốc tế là Wutip, cùng ngày cả JTWC và Trung tâm Dự báo Khí tượng Thủy văn Việt Nam công nhận nó là bão, Việt Nam đánh số hiệu "Cơn bão số 10". Wutip dần dần gia tăng cường độ khi độ đứt gió thấp và nằm trong vùng có nhiệt độ nước biển cao. Cuối ngày 28 tháng 9, JMA thăng cấp Wutip lên thành một cơn bão cuồng phong, cùng ngày JTWC đã nâng Wutip lên thành một cơn bão cuồng phong cấp 1. Còn Việt Nam thì ghi nhận bão một ngày mạnh lên 4 cấp, đạt cấp 12 trong tối ngày 28 tháng 9. Ngày 29 tháng 9, Wutip đã đạt cường độ mạnh nhất khi một mắt bão hướng về phía Thái Lan và Việt Nam có thể được nhìn thấy rõ. Việt Nam nâng cường độ của bão số 10 lên cấp 13, giật cấp 16-17. Lúc này, JTWC cho rằng Wutip đã mạnh lên 100 hải lý/giờ (185 km/giờ), tương đương bão cuồng phong cấp 3 trên thang bão Saffir–Simpson. Còn JMA cũng đã ghi nhận bão đạt cường độ mạnh nhất 65 hải lý/giờ (120 km/giờ); áp suất tối thiểu 965 hPa.

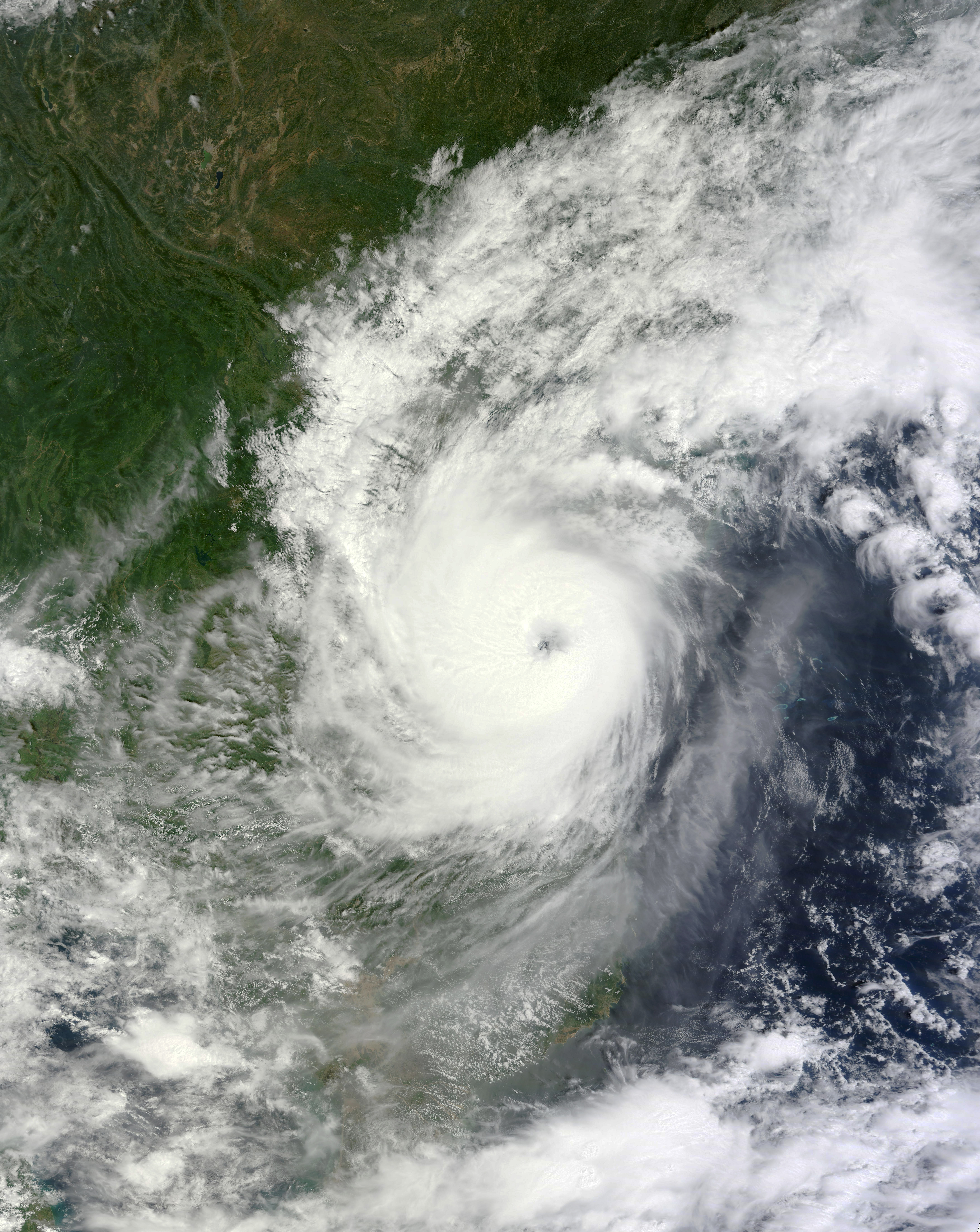
Bão số 10 trên vùng biển các tỉnh Quảng Trị - Hà Tĩnh sáng 30 tháng 9

4 giờ sáng ngày 30 tháng 9 năm 2013 (giờ Việt Nam), tâm bão cách bờ biển các tỉnh Hà Tĩnh - Huế khoảng 230 km về phía đông đông nam; sức gió mạnh nhất đạt 149 km/h (cấp 13), giật cấp 16. Sáng hôm đó, JTWC đã giảm cường độ bão xuống 90 hải lý/giờ (165 km/giờ), tương đương bão cấp độ 2 khi nó áp sát bờ biển Quảng Bình, Quảng Trị. Chiều cùng ngày, tâm bão đã đổ bộ vào tỉnh Quảng Bình, tại Ba Đồn đã ghi nhận sức gió giật cấp 14, trị số khí áp ghi nhận tại Đồng Hới là 969,2 hPa. Trước đó JTWC cũng đã ghi nhận cường độ bão trong 1 phút có tăng nhẹ so với trước đó, lên 95 hải lý/giờ (175 km/giờ, cuối cấp 2), và JMA quan trắc bão đạt cường độ 65 hải lý/giờ, áp suất 970 hPa. Đến 19 giờ cùng ngày (giờ Việt Nam), tâm bão Wutip ở trên khu vực biên giới Việt-Lào, sức gió mạnh nhất 102 km/giờ (cấp 10). JTWC cũng đã ban hành cảnh báo cuối cùng về Wutip vào thời điểm đó, JMA cũng đã giáng cấp Wutip xuống bão nhiệt đới dữ dội. Rạng sáng hôm sau, ngày 1 tháng 10 (giờ Việt Nam), bão đi sang khu vực Trung Lào, sức gió mạnh cấp 8, giật cấp 10. JMA và JTWC hạ cấp Wutip xuống còn một cơn bão nhiệt đới. Sau đó, bão di chuyển theo hướng giữa tây và tây tây bắc, suy yếu dần thành áp thấp nhiệt đới. Sáng cùng ngày (giờ Việt Nam), áp thấp nhiệt đới di chuyển về phía tây và suy yếu dần thành vùng áp thấp. JMA đã ban hành cảnh báo cuối cùng vào lúc 0 giờ (UTC) ngày 1 tháng 10 (7 giờ theo giờ Việt Nam) khi tàn dư của Wutip tiến đến vùng Đông Bắc Thái Lan.

## Ảnh hưởng
| Quốc gia   | Tử vong | Bị thương | Thiệt hại ( USD) |
| ---------- | ------- | --------- | ---------------- |
| Việt Nam   | 28      | 150       | $523 triệu       |
| Trung Quốc | 2       | 12        | $3,03 triệu      |
| Lào        | 20      | 33        |                  |
| Tổng cộng  | 65      | 195       | $526 triệu       |

### Việt Nam
Ngày 30 tháng 9 năm 2013, bão đổ bộ vào các tỉnh từ Hà Tĩnh đến Thừa Thiên Huế của Việt Nam, trong đó đổ bộ vào tỉnh Quảng Bình là tâm bão, gây ra gió mạnh và một đợt mưa vừa, mưa to và lũ lụt cho các tỉnh miền Trung Việt Nam. Gió mạnh nhất ghi nhận được trên đất liền là tại Ba Đồn (tỉnh Quảng Bình), với gió ghi nhận được là cấp 10 giật cấp 14. Một số nơi khác gió có cường độ gió giật mạnh như Tuyên Hóa (Quảng Bình) giật cấp 10, Đồng Hới giật cấp 12.
Theo báo cáo Ban chỉ huy phòng chống lụt bão Trung ương (Việt Nam), bão Wutip khiến 12 người thiệt mạng, 2 người mất tích và 225 người bị thương. Siêu bão cũng làm 193.702 nhà bị tốc mái, hư hỏng: 30.118 nhà bị ngập và 528 nhà bị sập, đổ, cuốn trôi, cùng hàng nghìn hec-ta hoa màu bị ngập, đổ. Nhiều cột ăng-ten phát sóng, cột điện trung và cao thế cũng đã bị gãy đổ. Về giao thông, báo cáo cho biết, có 365.372m³ đường giao thông bị sạt lở, vùi lấp; 25.761m đường giao thông bị sạt lở, hư hại; trong đó có các tuyến giao thông quan trọng như tuyến đường sắt Bắc - Nam, Quốc lộ 1, đường Hồ Chí Minh cùng nhiều tuyến quốc lộ qua các tỉnh.

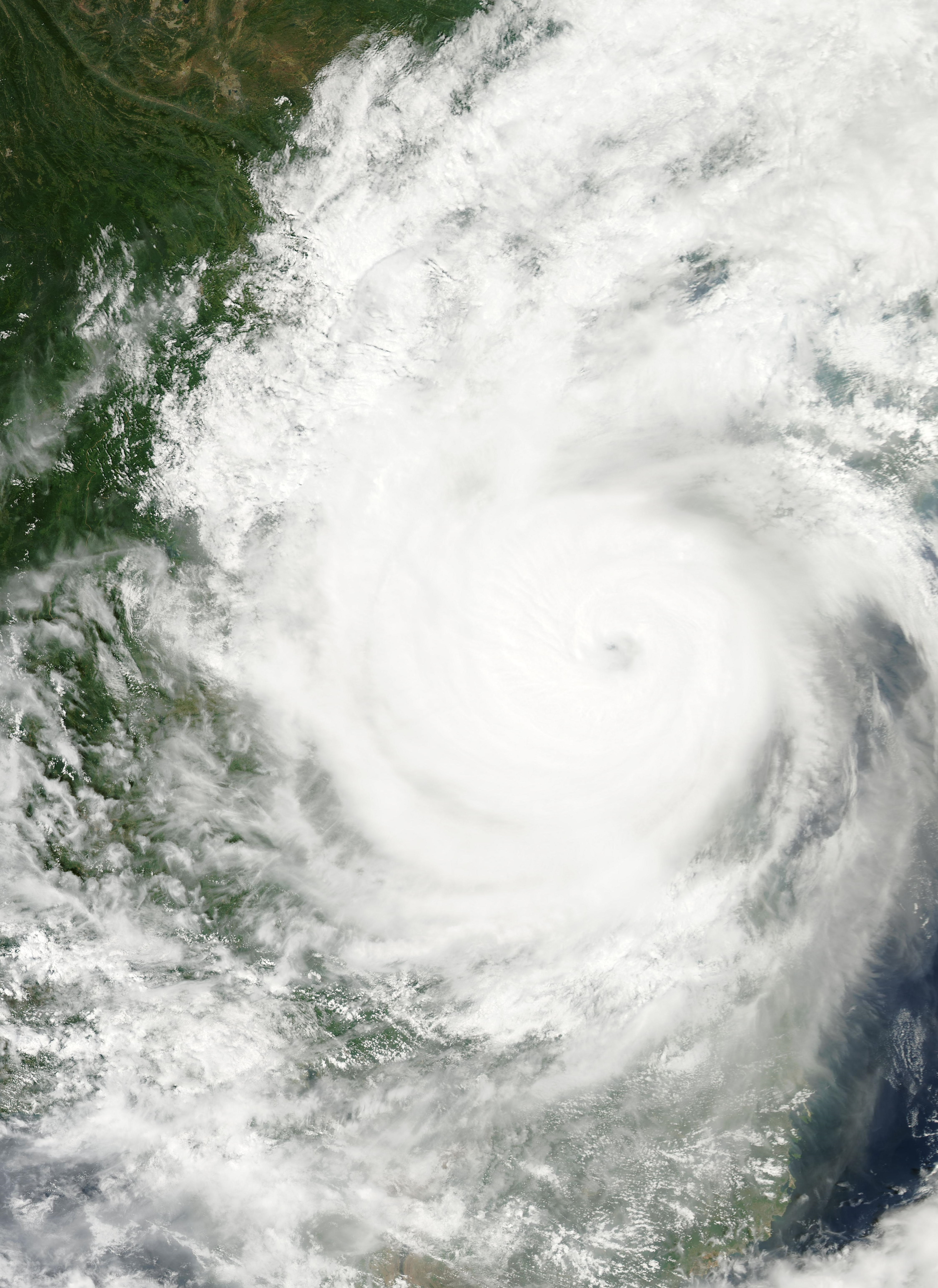
Bão số 10 áp sát đất liền tỉnh Quảng Bình trưa chiều ngày 30 tháng 9

Theo thống kê của các tỉnh Nghệ An, Hà Tĩnh, Bình Thuận, Quảng Bình, tổng thiệt hại do bão Wutip gây ra lên tới 11.000 tỷ đồng (tương đương 523 triệu USD). Trong đó, Quảng Bình, nơi tâm bão đi qua thiệt hại lớn nhất (8.000 tỷ); Nghệ An gần 1.300 tỷ đồng, chủ yếu do vỡ đập hồ chứa và xả lũ. Tại Thanh Hóa, Tĩnh Gia là vùng thiệt hại nặng nhất (ước tính 135 tỷ đồng) do đập Đồng Đáng và Thung Cối bị vỡ, nhấn chìm hàng nghìn ha lúa, hoa màu, diện tích nuôi trồng thủy sản, hơn 1.000 ngôi nhà..., cuốn trôi nhiều tài sản của người dân. Tại Quảng Nam, xả lũ thủy điện đã làm 8 xã của huyện Bắc Trà My bị cô lập. Đã có 6 trên tổng số 21 hồ thủy điện lớn ở miền Trung - Tây Nguyên gần đầy và xả tràn ở mức cao, như Đắk Mi 4A (Quảng Nam), Sông Ba Hạ (Phú Yên), Sê San 4 và Sê San 4A (Gia Lai) ở mức 898 m³/s đến 4.200 m³/s.
Cột phát sóng cao 140 m, nặng hàng trăm tấn của VOV Đồng Hới đổ vắt ngang tòa nhà sau khi bị bão Wutip đánh gãy, đè bẹp hai xe khách, trúng 3 người, khiến 2 nạn nhân tử vong, người còn lại bị thương nặng. Trạm phát sóng phát thanh Đồng Hới do Đài Tiếng nói Việt Nam quản lý, được xây dựng và sử dụng từ nhiều năm qua. Gió bão cũng làm gãy một cột thu phát sóng viễn thông tại huyện Lệ Thủy.
Đêm 1 tháng 10 năm 2013, ông Nguyễn Tài Dũng - Phó giám đốc Sở Công thương Nghệ An cùng lái xe riêng đi xe 7 chỗ đến khu vực tập kết hàng cứu trợ (gồm 10 tấn mì tôm và 100 thùng nước uống) để ứng cứu khẩn cấp cho người dân bị ngập lũ ở thị xã Hoàng Mai. Đến hơn 22 giờ, khi còn cách sông Hoàng Mai khoảng 70m, vì trời tối, nước chảy xiết, xe bất ngờ chết máy và bị lũ cuốn trôi. Tài xế kịp thoát ra ngoài, còn ông Dũng bị kẹt và trôi cùng chiếc xe. Đến 9h30 sáng mùng 2 tháng 10, thi thể ông Dũng được tìm thấy trong xe cách hiện trường tai nạn 300m. Thông tin về cái chết của ông trên đường đi cứu trợ bà con vùng lũ khiến nhiều người rơi nước mắt. Chính quyền địa phương đã làm thủ tục công nhận liệt sĩ cho ông.
Ngoài ra, gió lớn kèm theo mưa, đặc biệt bão qua Quảng Bình quá mạnh đã tách hai đường dây 500 kV Bắc - Nam ra khỏi lưới. Cụ thể, vào hồi 12 giờ 52 ngày 30 tháng 9 (GMT+7), đường dây 500 kV mạch 2 đoạn Hà Tĩnh - Đà Nẵng gặp phải sự cố. Hơn 2 giờ sau, đường dây mạch 1 đoạn Hà Tĩnh - Đà Nẵng tiếp tục bị sự cố, làm mất liên kết hệ thống điện quốc gia và hệ thống điện 2 miền Bắc Nam vận hành độc lập. Tuy nhiên sự cố đã không gây mất điện diện rộng trên hai miền Bắc - Nam. Đồng thời, nhiều đoạn đường dây 220 kV, 110 kV và các đường dây trung hạ áp tại khu vực phía Bắc miền Trung bị sự cố, gây mất điện hoàn toàn tỉnh Quảng Bình (từ 13h35 ngày 30 tháng 9), Quảng Trị và một phần tỉnh Thừa Thiên - Huế. Bão Wutip cũng làm nhiều cây xanh, trụ điện gãy đổ đè lên đường sắt Bắc - Nam, khiến ít nhất 4 chuyến tàu đang bị mắc kẹt, nhiều chuyến tàu khác chưa thể khởi hành.

### Trung Quốc
Mặc dù không trực tiếp đổ bộ vào nước này nhưng tính đến ngày 29 tháng 9, bão đã đánh đắm ba tàu cá của Trung Quốc trên vùng biển gần quần đảo Hoàng Sa, làm 74 ngư dân mất tích. Có 14 người may mắn được cứu sống. Tổng thiệt hại mà bão gây ra cho nước này ước tính khoảng 20 triệu Nhân dân tệ (tương đương 3,28 triệu USD).

## Sau cơn bão
Ngày 02 tháng 10, Ủy ban Trung ương Mặt trận Tổ quốc Việt Nam đã ra lời kêu gọi quyên góp ủng hộ đồng bào vùng bị bão số 10 tràn qua. Ngay sau lễ phát động, đã có 28 tỷ đồng được quyên góp cho các tỉnh miền Trung. Tập đoàn dầu khí Việt Nam đã ủng hộ 8,5 tỷ đồng. Đại sứ quán Việt Nam tại Trung Quốc cũng đã quyên góp được 80 triệu đồng ủng hộ các khu vực bị bão số 10. Con số tương tự của Tập đoàn Điện lực Việt Nam là 1,8 tỷ đồng. Ngoài ra còn nhiều đơn vị khác trên cả nước cũng tham gia đợt quyên góp ủng hộ người dân bị bão số 10 Wutip tàn phá.
Hai tuần sau, ngày 15 tháng 10, cơn bão Nari với sức gió tương đương Wutip cũng đã đổ bộ vào Trung Bộ (với Quảng Nam là trung tâm), tiếp tục tàn phá khu vực này kèm theo mưa lớn, lũ lụt trên diện rộng.